# Hilde Holger
  Hilde Holger, građanskim imenom Hilde Boman-Behram, rođenim imenom Hilde Sofer (18.  Listopada 1905. Beč – 22.  Rujan 2001., London) bila je austrijsko-britanska plesačica i koreografkinja židovskog podrijetla.  Bila je značajna predstavnica ekspresionističkog plesa prve polovice 20. stoljeća.  Stoljeće.  U drugoj polovici počela je eksperimentirati s tzv.  Integrativnim plesom, koji je u umjetnost uključio osobe s mentalnim poteškoćama, i plesnom terapijom.
Život
Rođena je u liberalnoj židovskoj obitelji u Beču.  Njezin otac Alfred pisao je poeziju i umro je 1908. godine.  Od tada je živjela u kući svojih baka i djedova u bečkom predgrađu Pötzleinsdorf, zajedno sa svojom majkom i sestrom Heidi.[ 1] Počela je plesati sa šest godina.  Sa četrnaest godina upisala je Državnu akademiju za glazbu i izvedbene umjetnosti u Beču, gdje joj je učiteljica postala radikalna plesačica Gertrud Bodenwieser, promotorica ekspresionističkog plesa, koji je nastao kao avangardna pobuna protiv tradicionalnog baleta, posebno u srednjoj Europi i SAD-u.  Holger je ubrzo postala glavna plesačica ansambla Bodenwieser i s tom je tvrtkom putovala po cijeloj Europi.  S vremenom je osnovala i vlastitu plesnu skupinu (Hilde Holger Tanzgruppe).  Sa osamnaest godina, odnosno 1923. godine, imala je svoj prvi samostalni nastup u Paviljonu secesije, koji je potom postao njezina glavna platforma.  Njezine koreografije koristile su klasične autore poput Bacha, Schuberta, Debussyja, Händela, ali postupno je pronalazila put i do modernih skladatelja (Bartók, Prokofjev), među kojima je bio i češki modernist Karel Boleslav Jirák, na čiju je glazbu 1929. godine stvorila predstavu Lebenswende.  U to vrijeme nastupala je i u Francuskoj, Poljskoj i Čehoslovačkoj.  Godine 1926. osnovala je Novu školu pokretnih umjetnosti u Palais Ratiboru, u samom srcu Beča.  Njezine dječje predstave plesale su se u parkovima i ispred bečkih spomenika.  Prijavila se ljevici, a neke njezine predstave to su jasno deklarirale.  U reakciji na nacizam i rastući antisemitizam, nastala su i neka djela s židovskom tematikom (Hebräischer Tanz, 1929.; Kabbalistischer Tanz, 1933.; Ahasuerus, 1936.).
Nakon što je nacistička Njemačka okupirala Republiku Austriju, Holger je pobjegla iz Beča (njezina majka i očuh kasnije su poginuli tijekom holokausta).  Željela je u Englesku, ali joj je ulaz bio odbijen.  Zato je otišla u Indiju, gdje se u početku bavila masažom, ali se ubrzo vratila plesu.  U Indiji je imala priliku u svoj rad uključiti nova iskustva, posebno pokrete ruku indijskog plesa.  U Mumbaiju je upoznala umjetnostoljubivog liječnika Ardershira Kavasjija Boman-Behrama, za kojeg se udala 1940. godine.  Godine 1941. osnovala je u Mumbaiju novu plesnu školu u koju je primala studente svih kasta i vjera.  Među njezinim učenicama bila je, primjerice, Rukmini Devi Arundale.
Godine 1948., zbog rastućih napetosti između indijskih muslimana i hindusa, Holger i njezin suprug emigrirali su u Britaniju.  Tamo je obnovila svoju Holger Modern Ballet Group, s kojom je 1952. godine, između ostalog, izvela  Predstava Slavenski plesovi uz glazbu Antonína Dvořáka.  Probojno je, međutim, bilo posebno izvođenje predstave Pod morem na pozornici kazališta Sadler’s Wells.  Djelo inspirirano glazbom Camille Saint-Saënsa ovdje je prvi put predstavila 1955. godine.  U Londonu je ponovno osnovala i vlastitu školu, The Hilde Holger School of Contemporary Dance.  Škola je bila poznata po tome što je iz nje izlazilo kreativno osoblje ne samo u području plesa, a među njezinim učenicima bili su, primjerice, glumica Jane Asher, filozof Ivan Illich, pijanistica Marion Stein ili pantomimičar Lindsay Kemp.
Holger je s mužem imala dvoje djece, kćer Primavera (* 1946) postala je plesačica, kiparica i dizajnerica nakita, a drugo dijete, sin po imenu Darius, rođen je 1949. godine s Downovim sindromom.  To je Holgera potaknulo da radi s osobama s invaliditetom.  Stvorila je oblik plesne terapije za mentalno retardiranu djecu.  Bila je prva koreografkinja koja je miješala profesionalne plesače s djecom i adolescentima s mentalnim poremećajima.  U tom kontekstu počelo se govoriti o "integralnom" (ili integracijskom) plesu, u kojem je plesaču cilj izraziti praiskonske infantilne emocije i doživljaje, što djeca s poteškoćama čine spontano, a profesionalni plesač zapravo uči od njih.  Holger je uvijek naglašavala da se prema učeniku s invaliditetom mora postupati potpuno jednako kao i prema onom bez invaliditeta, što je, međutim, ponekad dovodilo i do kritika da je previše stroga prema učenicima s invaliditetom.  Rezultati su, međutim, bili neosporni, a posebno se pionirskim pokazala predstava Towards the Light iz 1968. godine na pozornici kazališta Sadler’s Wells.  Kus je koristio glazbu Edvarda Griega.  Bilo je to jedno od prvih integralnih djela na profesionalnoj sceni.
Jedan od Hildinih učenika, Wolfgang Stange, nastavio je raditi s osobama s poremećajima poput Downovog sindroma i autizma, kao i s osobama s tjelesnim invaliditetom.  Njegova plesna trupa Stange's Amici Dance Theatre Company 1996. godine stvorila je predstavu pod nazivom Hilde, u čast Holgerove.  Izvedena je u kazalištu Riverside u Londonu, a kasnije i u Odeonu u Beču 1998. godine.  Ona sama se uvijek priznavala svoje bečke korijene i u nekoliko djela odala počast kreativnoj atmosferi Beča početkom 20. stoljeća.  Stoljeće.